# Han kom från ett främmande land
Han kom från ett främmande land är en psalm vars text är skriven av Anders Frostenson 1969. Musik är skriven 1970 av Göte Strandsjö. Texten är hämtad från Liukasevangeliet 15:20-24. Texten reviderades 1979.

## Publicerad i
- Herren Lever 1977 som nummer 897 under rubriken "Att leva av tro - Skuld - förlåtelse".[1]
- Psalmer i 90-talet som nummer 877 under rubriken "Gemenskapen med Gud och Kristus"
- Psalmer i 2000-talet som nummer 952 under rubriken "Gemenskapen med Gud och Kristus"